# Aspilota alexandri
Aspilota alexandri är en stekelart som beskrevs av Sergey A. Belokobylskij 2007. Aspilota alexandri ingår i släktet Aspilota och familjen bracksteklar. Inga underarter finns listade.